# Marie des Angoisses
Pour plus de détails, voir Fiche technique et Distribution.
Marie des Angoisses est un film français réalisé par Michel Bernheim, sorti en 1935.

## Synopsis
Itinéraire d'une jeune femme qui épouse un jeune châtelain : celui-ci est infidèle et se fait assassiner. Elle choisit d'entrer en religion.

## Fiche technique
- Titre : Marie des Angoisses
- Réalisation : Michel Bernheim
- Assistant : Charles Barrois
- Scénario : André Desmorget, d'après le roman de Marcel Prévost[2]
- Dialogues : André Desmorget
- Photographie : Georges Benoît et Jean Isnard
- Décors : Jean d'Eaubonne
- Montage : Marthe Poncin
- Musique : Jane Bos
- Société de production : Les Productions Claude Dolbert
- Pays d'origine :  France
- Format :  Noir et blanc - 35 mm - son mono
- Genre : Drame
- Durée : 82 minutes
- Date de sortie : France, 24 juillet 1935

## Distribution
- Henri Rollan : Marcel
- Mireille Balin : Marie
- Samson Fainsilber : Paco
- Jean Marchat : Ramon
- Suzy Prim : Marfa
- Françoise Rosay : Mme de Quersac
- Pierre Dux : Jean de Quersac
- Simone Cerdan : la chanteuse
- Hélène Pépée